# Dot Jones
Dorothy-Marie „Dot“ Jones (* 4. ledna 1964, Turlock, Kalifornie, Spojené státy americké) je americká herečka a bývalá sportovkyně. Navštěvovala California State University ve Fresnu, kde vytvářela rekordy ve vrhu koulí. Je také patnáctinásobnou mistryní světa v armwrestlingu. V současné době má vedlejší roli v hudebním televizním seriálu Glee, kde hraje roli Shannon Beiste, za kterou byla v roce 2011 nominována na cenu Emmy v kategorii Nejlepší hostující herečka v komediálním seriálu.

## Životopis
Dorothy-Marie Jones se narodila v roce 1964 v Turlocku v Kalifornii a vyrůstala v městě Hilmar. Poprvé se do silových soutěží zapojila v poměrně mladém věku. Začala závodit na střední škole a poté zažila obrovský růstový výkyv během devíti měsíců. Vyrostla o 17 centimetrů (7 palců) a oslabila se jí záda, tak je začala posilovat zvedáním závaží. Když navštěvovala Hilmar High School, byla šampionkou ve vzpírání a byla jmenována atletkou roku. Začala s armwrestlingem a v devatenácti letech získala svůj první světový titul a později získala i dalších čtrnáct.
Po střední škole navštěvovala Modesto Junior College a Fresno State, kde pokračovala se svým závoděním ve sportu. Hrála softball a soutěžila ve vrhu koulí a vzpěračství. Během své sportovní kariéry utrpěla celkem 11 zranění kolena, což změnilo její výšku z 193 cm na 191 cm. Po operaci kolene se její výška vrátila na původních 193 cm. Po vysoké škole pracovala jako poradce pro mládež na Fresno County Juvenile probačním středisku a zároveň pokračovala se sportem.

## Filmografie

### Televize
| Rok     | Název pořadu                          | Role                     | Poznámky                                                                                         |
| ------- | ------------------------------------- | ------------------------ | ------------------------------------------------------------------------------------------------ |
| 1992    | Knights and Warriors                  | Lady Battleaxe           | Vedlejší role                                                                                    |
| 1994    | Plný dům                              | Svalnatá žena            | Epizoda: „Přísně tajné“                                                                          |
| 1994    | Ženatý se závazky                     | Dot                      | 2 epizody: „Business Sucks: Part 1“ a „Business Still Sucks: Part 2“                             |
| 1995    | Ženatý se závazky                     | Dot                      | 2 epizody: „Slabší pohlaví“ a „Církev NeMadam“                                                   |
| 1997    | Roseanne                              | Black Widow              | Epizoda: „Roseanne-Feld“                                                                         |
| 1998    | Tracey Takes On...                    | Golfistka                | Epizoda: „Religion“                                                                              |
| 1998    | Dharma a Greg                         | Hey-19                   | Epizoda: „Invasion of the Buddy Snatcher“                                                        |
| 1998    | Cybill                                | Podezřelá č. 9           | Epizoda: „Daddy“                                                                                 |
| 2000    | Nemocnice Chicago Hope                | Death Angel              | Epizoda: „Cold Hearts“                                                                           |
| 2001    | Lizzie McGuire                        | Trenérka Kelly           | 5 epizod: „Rated Aargh“, „Scarlett Larry“, „I've Got Rhythmic“, „Pool Party“ a „One of the Guys“ |
| 2002    | She Spies                             | Leon                     | Epizoda: „Perilyzed“                                                                             |
| 2004    | My Wife and Kids                      | Toni                     | Epizoda: „The Return of Bobby Shaw“                                                              |
| 2006    | Sladký život Zacka a Codyho           | Gretel                   | Epizoda: „Bowling“                                                                               |
| 2006    | Deník zasloužilé matky                | Dot                      | Epizoda: „Jde se cvičit“                                                                         |
| 2008    | Pretty/Handsome                       | Mario Wallas             | Pilot                                                                                            |
| 2008    | iCarly                                | Prison guard             | Epizoda: „iChristmas“                                                                            |
| 2009    | Plastická chirurgie s.r.o.            | Tess                     | 3 epizody: „Dawn Budge II“, „Allegra Caldarello“ a „Giselle Blaylock & Legend Chandler“          |
| 2009    | Zoufalé manželky                      | Vězeňský strážce         | Epizoda: „Není těžké zemřít, když víte, že jste žili“                                            |
| 2009    | Útěk z vězení                         | Skittlez                 | 2 epizody: „Konečně volní“ a „Ta stará koule na řetězu“                                          |
| 2009    | Deset důvodů, proč tě nenávidím       | Svačinářka               | Epizoda: „Meat is Murder“                                                                        |
| 2009    | Scare Tactics                         | Dot                      | 2 epizody: „The Collector“ a „Toxic Shock“                                                       |
| 2010    | Město žen                             | Mugger                   | Epizoda: „Co děláš v mém životě?“                                                                |
| 2010–15 | Glee                                  | Shannon Beiste           | Vedlejší role; Nominace – Cena Emmy za Nejlepší hostující herečku v komediálním seriálu (2011)   |
| 2010–12 | Venice: The Series                    | Stella                   | 24 epizod                                                                                        |
| 2011    | RuPaul's Drag U                       | Samu sebe                | Epizoda: „Lesbians Gone Wild“                                                                    |
| 2011    | The Glee Project                      | Samu sebe                | 2 epizody                                                                                        |
| 2012    | Are You There, Chelsea?               | Patty                    | Epizoda: „Pilot“                                                                                 |
| 2012    | Pyramida                              | Samu sebe                | 5 epizod                                                                                         |
| 2012    | Tučňáci z Madagaskaru                 | Nadřížená v Eubanks      | Epizoda: „Smotherly Love“                                                                        |
| 2012    | The Exes                              | Žena č. 3                | Epizoda: „Sister Act“                                                                            |
| 2012    | Strašidelné příběhy celebrit          | Samu sebe                | Epizoda: „Victoria Rowell/Dot Jones/Carlos Mencia/Linda Blair“                                   |
| 2012–13 | Have You Met Miss Jones?              | Miss Lolly               | 4 epizody                                                                                        |
| 2014    | Tři kluci a nemluvně                  | Masha                    | Epizoda: „An Affair Not to Remember“                                                             |
| 2014    | The Haunting of...                    | Samu sebe                | Epizoda: „Dot Jones“                                                                             |
| 2015    | Doktorka Plyšáková                    | Trenérka Kay (hlas)      | Epizoda: „Getting to the Heart Things“                                                           |
| 2015    | Clipped                               | Dottie                   | Epizoda: „Mo's Ma“                                                                               |
| 2016    | 2 Socky                               | Velká Reba               | Epizoda: „A film z osmdesátek“                                                                   |
| 2016    | Jane the Virgin                       | Magdy kamarádka z vězení | Epizoda: „Chapter Forty-Eight“                                                                   |
| 2016    | Tak jde čas                           | Chillie                  | 1 díl                                                                                            |
| 2017    | Taková moderní rodinka                | Louise                   | Epizoda: „Hledá se Fizbo“                                                                        |
| 2017    | American Horror Story: Cult           | Butchy May               | Epizoda: „Síla ženského hněvu“                                                                   |
| 2018    | Doktoři                               | Meg Mullins              | Epizoda: „Strach si najde cestu“                                                                 |
| 2019    | Zelenáč                               | Opal                     | Epizoda: „Tough Love“                                                                            |
| 2021    | American Horror Story: Double Feature | Tropper Jan Remy         | Epizoda: „Winter Kills“                                                                          |

### Filmy
| Rok  | Název pořadu                            | Role                     | Poznámky           |
| ---- | --------------------------------------- | ------------------------ | ------------------ |
| 1998 | Doktor Flastr                           | Miss Meat                |                    |
| 1999 | Pokrevní bratři                         | Rosengurtle Baumgartener |                    |
| 2002 | Stray Dogs                              | Jolene Carter            |                    |
| 2006 | Holky v balíku                          | Butch Brenda             |                    |
| 2009 | Prison Break: The Final Break           | Skittlez                 | TV film            |
| 2010 | Zkažená úča                             | Žena                     | nekreditovaná role |
| 2013 | White T                                 | Thelma                   |                    |
| 2014 | Muffin Top: A Love Story                | Christina                |                    |
| 2018 | Hurricane Bianca: From Russia with Hate | Svetlana                 |                    |
| 2019 | Tam, kde i tráva je zelenější           | Malá Helen               |                    |
| 2019 | 3 from Hell                             | Vězeňkyně č. 1           |                    |
| 2020 | The Swing of Things                     | Sex Coach                |                    |
| 2020 | Golden Arm                              | Big Sexy                 |                    |
| 2022 | Kámoši                                  |                          |                    |